# Wnętrze grobu Kazimierza Wielkiego
Wnętrze grobu Kazimierza Wielkiego - obraz namalowany przez Jana Matejkę w 1869 roku, w technice olej na tekturze prasowanej o wymiarach 58 x 45 cm. Znajduje się w zbiorach Muzeum Narodowego w Krakowie, w oddziale Dom Jana Matejki.

## Opis
Obraz przedstawia wnętrze grobu króla Kazimierza Wielkiego. Na pierwszym planie ukazany jest częściowo zapadnięty, ceglany mur. Pod dwoma cegłami, w prawym dolnym rogu umieszczona została, łacińska inskrypcja KAZIMIRUS MAGN. Tuż za cegłami ukazana została czaszka, zwrócona w kierunku lewego górnego rogu. Na niej znajduje się metalowa, bogato zdobiona korona królewska, wysadzana kamieniami szlachetnymi. Dolna część żuchwy z zarysowanymi zębami leży osobno obok innych bliżej niezidentyfikowanych kości. Na lewo od czaszki ukazana jest pofałdowana tkanina, na której leży  jabłko królewskie. Powyżej znajduje się dość szeroka, stojąca prostopadle do podłoża, deska, wyraźnie nadszarpnięta zębem czasu. Prawą stronę obrazu, prawie w całości wypełnia ściana grobowca, ukazana w dużym skrócie perspektywicznym. Pomiędzy ścianą a deską zarysowuje się, na podłodze kontur szkieletu dłoni. Ponad deską rozpościera się tkanina, porozwieszana na pozostałościach trumny i dwóch belek wychodzących ze ściany grobowca, które być może pełniły funkcje nośne. Zza tkaniny na tylnej ścianie ukazany jest szkielet stopy. Ponad nim rozpościerają się uskokowo ułożone cegły. Zarówno ściana tylna, jak i boczna noszą na sobie ślady naruszonej konstrukcji. Po prawej stronie widnieje wybity otwór w murze, przez który zagląda młody mężczyzna. Dodatkowo trzyma w dłoni płonącą pochodnię – jedyne źródło światła na tym obrazie. Palce prawej dłoni opiera na cegłach otworu. Opisane wyżej przedmioty ułożone są bezładnie, jednak jak stwierdził Stanisław Tarnowski: „Jest zupełnie, najzupełniej tak, jak tam było”.

### Kompozycja
Kompozycja w dużej mierze opiera się na diagonalach i liniach poziomych i jest wielopłaszczyznowa. Punkt zbiegu linii perspektywicznych umieszczony jest mniej więcej na wysokości linii wzroku zaglądającej przez otwór postaci. Powoduje to ogólne nawarstwienie się przedstawionych planów. Perspektywę geometryczną dodatkowo podkreśla światło, które buduje głębie i pada z prawego górnego rogu oświetlając wnętrze z różnym natężeniem.

## Historia
W XIX wieku zwrócono uwagę na zły stan nagrobka Kazimierza Wielkiego, co zmobilizowało członków Towarzystwa Naukowego Krakowskiego do restauracji nagrobka. Powołana została komisja, złożona z Jana Matejki, Władysława Łuszczkiewicza, Józefa Kremera, Pawła Popiela i Teofila Żebrawskiego, która w 1868 roku ustaliła koszty i zakres wykonywanych prac. Prace rozpoczęły się 13 maja 1869 roku i trwały do 19 listopada tego samego roku. Przywracając nagrobkowi jego dawny wygląd chciano uczcić 500-lecie statutów wiślickich.
Prace miały skupiać się na wymianie trzonów dwóch kolumn podtrzymujących baldachim, wymianie kolumn podtrzymujących arkady tumby, dorobienie "lilii" do baldachimu i uzupełnieniu rzeźb na bokach tumby oraz ubytków w gzymsie. Na koniec całość miała zostać zmarmoryzowana a sam marmur miał zostać poddany wypolerowaniu. By dokonać tego typu prac, nagrobek musiał zostać rozebrany. 
Czystym przypadkiem odkryto prochy króla Kazimierza Wielkiego znajdujące się wewnątrz nagrobka. Gdy zdjęto marmurowe płyty tumby, pracujący zobaczyli konstrukcję wykonaną z płyt piaskowca, o bokach zalepionych gruzem, którą uznali za "podstawę" pod pomnik. Badając wytrzymałość danej "podstawy" Paweł Popiel i Fabian Hochstim 14 czerwca 1869 roku odkryli, że w środku znajdują się prochy króla. Otwór został szybko zamurowany, by następnego dnia otworzyć się ponownie w towarzystwie Pawła Popiela, Teofila Żebrawskiego, Sylwestra Grzybowskiego i Jana Matejki. 

W wydanym w 1869 "Czasie" możemy przeczytać dokładny opis tego, co zobaczono w środku tumby:
„Otwór wczoraj zrobiony rozszerzono. Obaczono bliżej w istocie zwłoki Kazimierza Wielkiego w koronie, z berłem, pokryte ciężką, jedwabną, materyą, jeszcze niezbyt zbutwiałą. Głębia wnętrza sarkofagu, to jest tumby, tworzą trzy wielkie kamienie ciosowe, z których są dwie podłużne ściany i wierzch. W wysokości dwóch stóp nad poziomem [posadzki kościelnej nawy bocznej] na czterech szynach żelaznych, spoczywała trumna drewniana z zwłokami Monarchy. Trumna ta rozsypała się w spróchniałki - zwłoki upadły na spód tumby. Na kawałkach istniejących jeszcze szyn w pośrodku tumby, utrzymały się niektóre większe kości, okryte oponą na nich obwisłą, ową materyą jedwabną wzorzysią. Głowa królewska przodem ku Wschodowi obrócona, przybrana w koronę składającą się z obręczy o pięciu wybiegających z niej lilijach. Korona miedziana grubo złocona, sadzona rautami czeskimi nieszlifowanemi. W kierunku ręki prawej, na dnie grobu, spostrzeżono berło, raczej górną część jego, połowę, długość cali 14. Berło srebrne, pozłacane, zakończone jabłkiem ujętym podwójnym wieńcem lilij. Przy nogach ujrzano ostrogi wielkie, miedziane, pozłacane, ze sprzączkami i z całemi jeszcze nie zbutwiałymi rzemieniami. Przedmioty wymienione, odrysował zaraz dokładnie Jan Matejko".
Jan Matejko wykonał dokładną dokumentację rysunkową grobowca. Bardzo wiernie odrysował insygnia królewskie, ostrogi oraz czaszkę.  